# Blood Red Throne
A Blood Red Throne (szó szerinti jelentése: "Vérvörös trón") norvég death-metal együttes. Tagok: Yngve Bolt Christiansen, Ivan Gujic, Daniel Olaisen, Ole Bent Madsen és Emil Wiksten. 1998-ban alakultak Kristiansand városában. Tchort és Dod alapították ezt az együttest, akik mára már kiléptek a BRT-ből. (Ők korábban a Satyricon-ban játszottak egy kis ideig, Tchort pedig az Emperor egyik jelenlegi tagja.)

## Stúdióalbumok
- Monument of Death (2001)
- Affiliated with the Suffering (2003)
- Altered Genesis (2005)
- Come Death (2007)
- Souls of Damnation (2009)
- Brutalitarian Regime (2011)
- Blood Red Throne (2013)
- Union of Flesh and Machine (2016)
- Fit to Kill (2019)